# Våren (skulptur av Eric Grate)

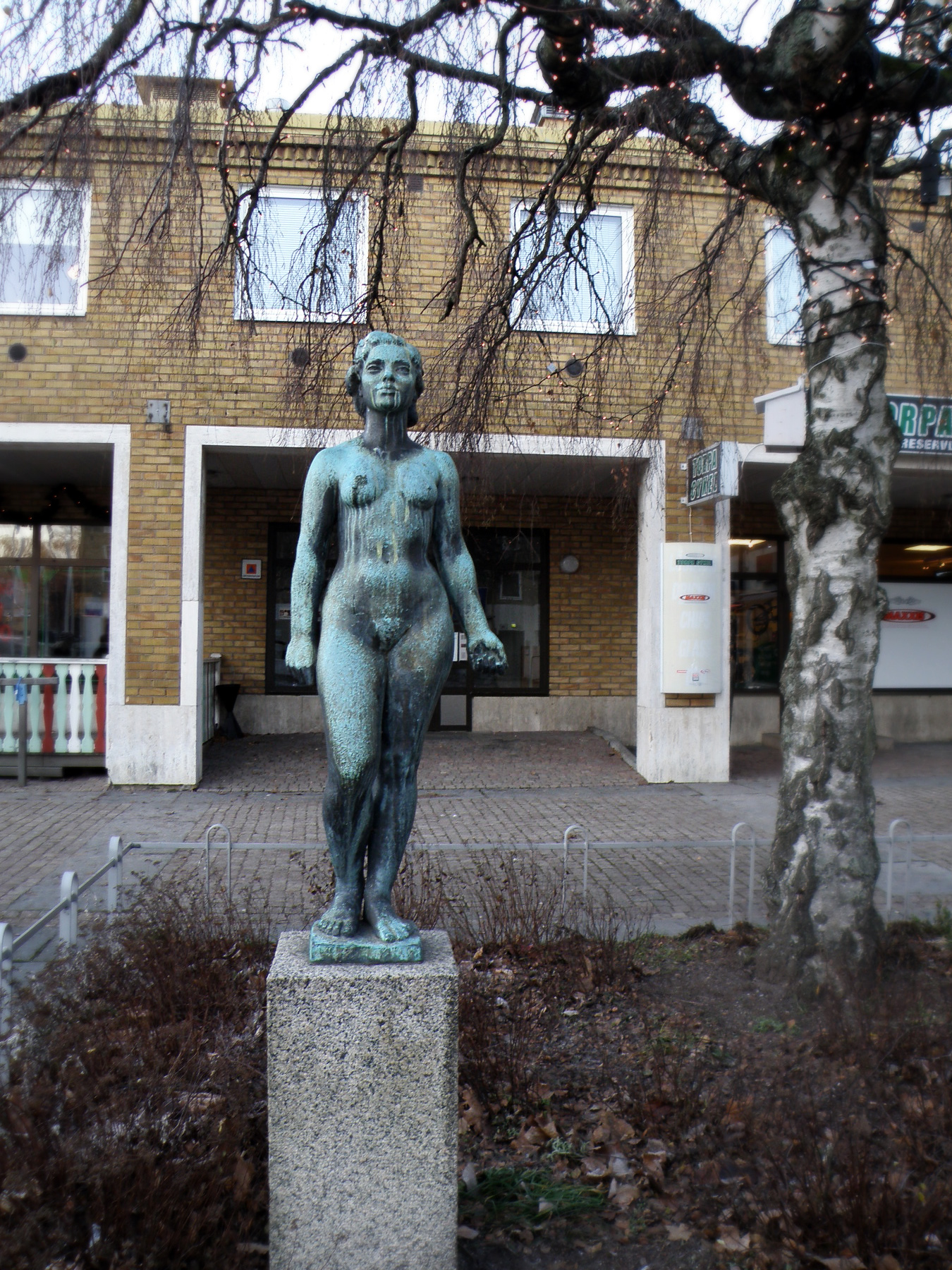
Skulpturen Våren av Eric Grate.

Våren är bronsskulptur av Eric Grate, som skapades 1944. Statyn föreställer en naken kvinna i helfigur stående på en sockel av granit. Den placerades ut 1950 på Kaggeledstorget i Göteborg av Charles Felix Lindbergs donationsfond. Ytterligare ett exemplar av skulpturen finns i Museiparken i Alingsås. Konstverket köptes in tillsammans med statyn Sommaren av samme konstnär. 